# Övedsklosters slott
Övedskloster är ett slott i Öveds socken i Sjöbo kommun.
Huvudbyggnaden är ett ståtligt slott i fransk rokokostil av röd sandsten. Slottet är uppfört 1765–1776 av Hans Ramel efter ritningar av Carl Hårleman. Det ligger 5 km nordväst om Sjöbo och är omgivet av vackra alléer. Parken är öppen för allmänheten alla dagar mellan klockan 9 och 16.

## Historik
Övedskloster var under medeltiden ett premonstratenserkloster, helgat åt den heliga Treenigheten. Under reformationen sekulariserades det av danska kronan och blev flera gånger lämnat i pant och förläning. I början av 1600-talet eldhärjades slottet. År 1614 kom det genom byte till Otto Lindenow. Efter Roskildefreden sålde sonen Henrik 1666 Övedskloster till svenska riksrådet Carl Mauritz Lewenhaupt. Det innehades sen bland annat av general Charles Emil Lewenhaupt och hans sonson Adam. Det köptes 1753 av den sistnämndes svåger, Hans Ramel. Han var på sin tid Skånes största jordägare, och bidrog i högsta grad till Övedsklosters utveckling. Han rev de dåvarande byggnaderna och uppförde den anläggning som står än idag. Han lät även uppföra planteringar och väganläggningar. År 1766 gjorde han Övedskloster till fideikommiss i sin släkt. Slottet har sedan dess tillhört familjen Ramel. Fideikommissarien Hans Ramel avled i maj 2009. Regeringen hade emellertid förlängt fideikommissurkundens giltighet under nästa innehavares livstid. Övedskloster kommer därmed att förbli ett fideikommiss under nästa innehavares, Hans Ramels sonson Hans Ramels, livstid.

## Externa länkar

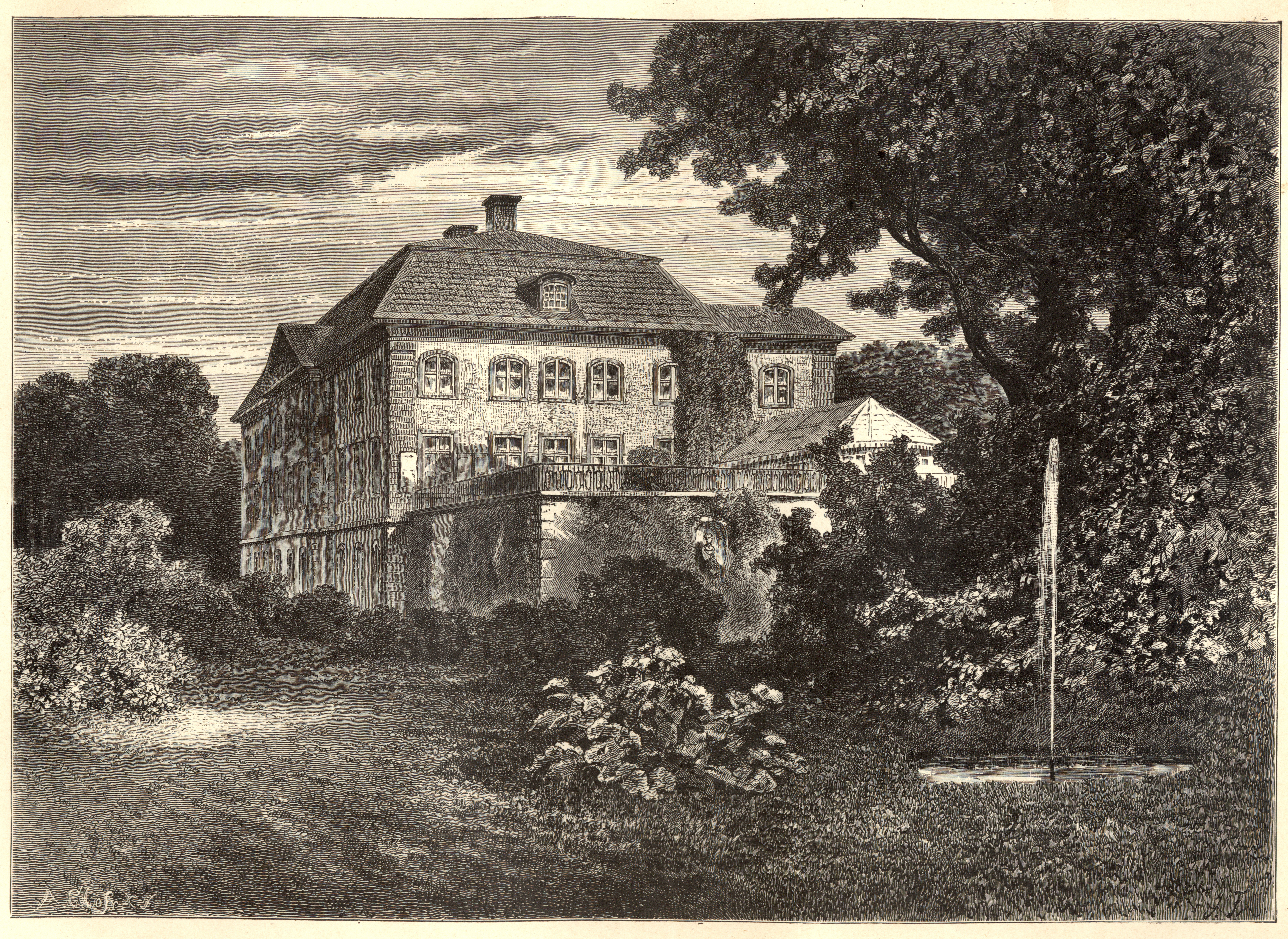
Xylografi från 1876.
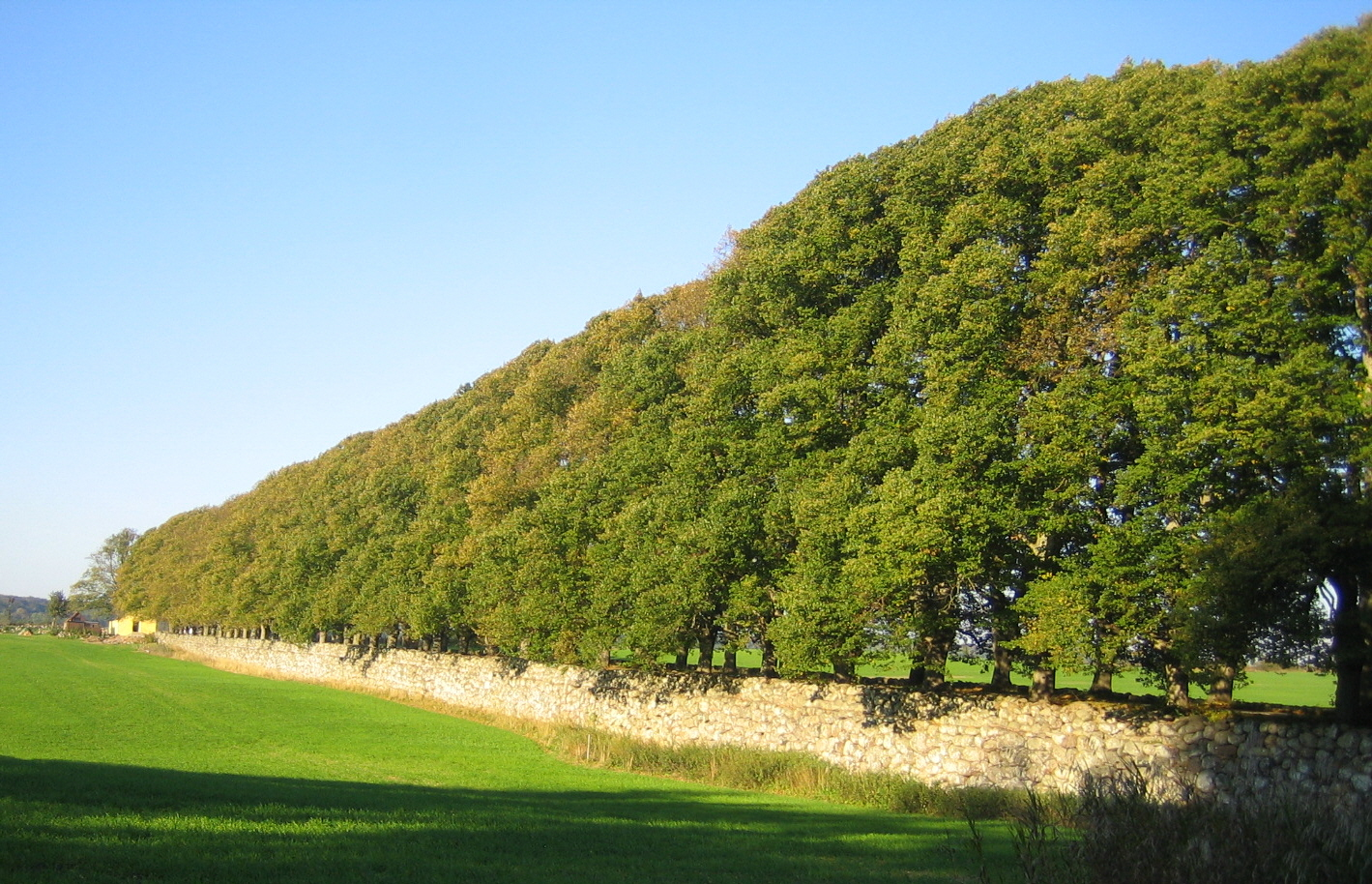
Allé vid Övedskloster